# Call You Mine
Call You Mine è un singolo del duo di produttori musicali statunitense The Chainsmokers, pubblicato il 31 maggio 2019 su etichette discografiche Disruptor Records e Columbia Records come quarto estratto dal loro terzo album World War Joy. A cantare il brano è la cantante statunitense Bebe Rexha.
Il brano è stato scritto da Andrew Taggart, Alex Pall, Tony Ann, Andrew Wotman (in arte Watt), Alexandra Tamposi, Steve McCutcheon e Norman Whitfield, e prodotto dai Chainsmokers con Watt.

## Tracce
Download digitale
1. Call You Mine – 3:37

## Classifiche

### Classifiche settimanali
| Classifica (2019) | Posizione massima |
| ----------------- | ----------------- |
| Australia         | 26                |
| Austria           | 32                |
| Belgio (Fiandre)  | 54                |
| Belgio (Vallonia) | 63                |
| Canada            | 42                |
| Croazia           | 53                |
| Estonia           | 21                |
| Germania          | 55                |
| Grecia            | 16                |
| Irlanda           | 23                |
| Lettonia          | 13                |
| Lituania          | 13                |
| Malaysia          | 10                |
| Norvegia          | 22                |
| Nuova Zelanda     | 32                |
| Paesi Bassi       | 62                |
| Portogallo        | 65                |
| Regno Unito       | 50                |
| Repubblica Ceca   | 19                |
| Romania           | 83                |
| Singapore         | 6                 |
| Slovacchia        | 16                |
| Stati Uniti       | 56                |
| Svezia            | 37                |
| Svizzera          | 42                |
| Ucraina           | 69                |
| Ungheria          | 11                |

### Classifiche di fine anno
| Classifica (2019) | Posizione |
| ----------------- | --------- |
| Ungheria          | 78        |